# Hiromi Uehara
Hiromi Uehara, nota anche con lo pseudonimo di Hiromi (上原ひろみ?; Shizuoka, 26 marzo 1979), è una pianista jazz giapponese, una delle più talentuose protagoniste della nuova scena jazz statunitense, apprezzata anche in patria.

## Biografia
Hiromi Uehara prese le prime lezioni di piano all'età di 6 anni, dimostrandosi subito dotatissima, precoce e rapida nell'apprendere. All'età di 7 anni entrò a far parte della prestigiosa Yamaha School of Music, e a 12 anni si esibì per la prima volta in pubblico con orchestre di prestigio.
A 14 anni Hiromi si recò in Cecoslovacchia dove ebbe modo di suonare con l'Orchestra Filarmonica Ceca.
A 17 anni ebbe l'occasione di suonare dal vivo con il pianista Chick Corea, uno dei padri del genere fusion. Egli, avendo sentito del talento della ragazza, decise di incontrarla a Tokyo e, dopo un provino, la invitò a partecipare al concerto che avrebbe tenuto nella città il giorno seguente.
Nel 1999 Hiromi si iscrisse al prestigioso Berklee College of Music di Boston, dove si diplomò col massimo dei voti nel 2003.
Alla Berklee conobbe il celebre pianista Ahmad Jamal, che col tempo è diventato suo mentore. Dello stesso anno è il suo EP, interamente scaricabile in forma gratuita dal suo sito, dal titolo "XYZ".
Il 1º settembre 2007 si sposa con il designer Yasuhiro Mihara.

## Stile
Dal debutto del 2003, Hiromi continua il suo tour in tutto il mondo e partecipa ai più prestigiosi Jazz Festival del mondo.
Suona solitamente in trio (tastiera elettronica/piano, basso e batteria), anche se in un'intervista rilasciata in occasione della partecipazione ad Umbria Jazz 2004 ha dichiarato la preparazione di alcune partiture per orchestra. La più evidente particolarità di questa artista è la capacità di fondere jazz e free jazz tradizionale con elettronica e sonorità orientali.

## Produzione musicale
Nel 2003 venne pubblicato il primo CD, Another Mind, prodotto dal bassista Richard Evans, già suo insegnante alla Berklee, e da Ahmal Jamal. L'album ha ricevuto il premio per il Migliore Album dell'Anno dalla RIAJ.
Grazie al successo del disco Hiromi ha preso parte al JVC Jazz Festival di New York, all'Earshot Jazz Festival di Seattle, all'Ottawa Jazz Festival di Ottawa, al North Sea Jazz Festival dell'Aia, all'Umbria Jazz Winter 2003 e a molti altri, sempre con un grande successo di pubblico.
Nel 2004 ha pubblicato Brain, seguito da un tour di concerti, che l'ha riportata, tra gli altri, all'Umbria Jazz dove ha aperto l'esibizione dei "Big Four": Hancock, Shorter, Dave Holland e Blade. Questo album, costituito da 8 brani interamente originali, vanta un vasto repertorio che sorprende con le grandi velocità di "Kung Fu World Champion", con gli intrecci sinfonici di Desert on the Moon e con i meravigliosi assoli di "Green Tea Farm", che Hiromi ha associato all'immagine di una azienda agricola di famiglia.
Nel gennaio 2006 è stato pubblicato, Spiral, edito anche in Super Audio CD e nell'edizione con DVD, nella quale è presente il video di un concerto dell'artista. Spiral è un intreccio di Jazz, musica classica e pop. Canzone prevalente, "Love and Laughter", che Hiromi dedica ad Ahmad Jamal.

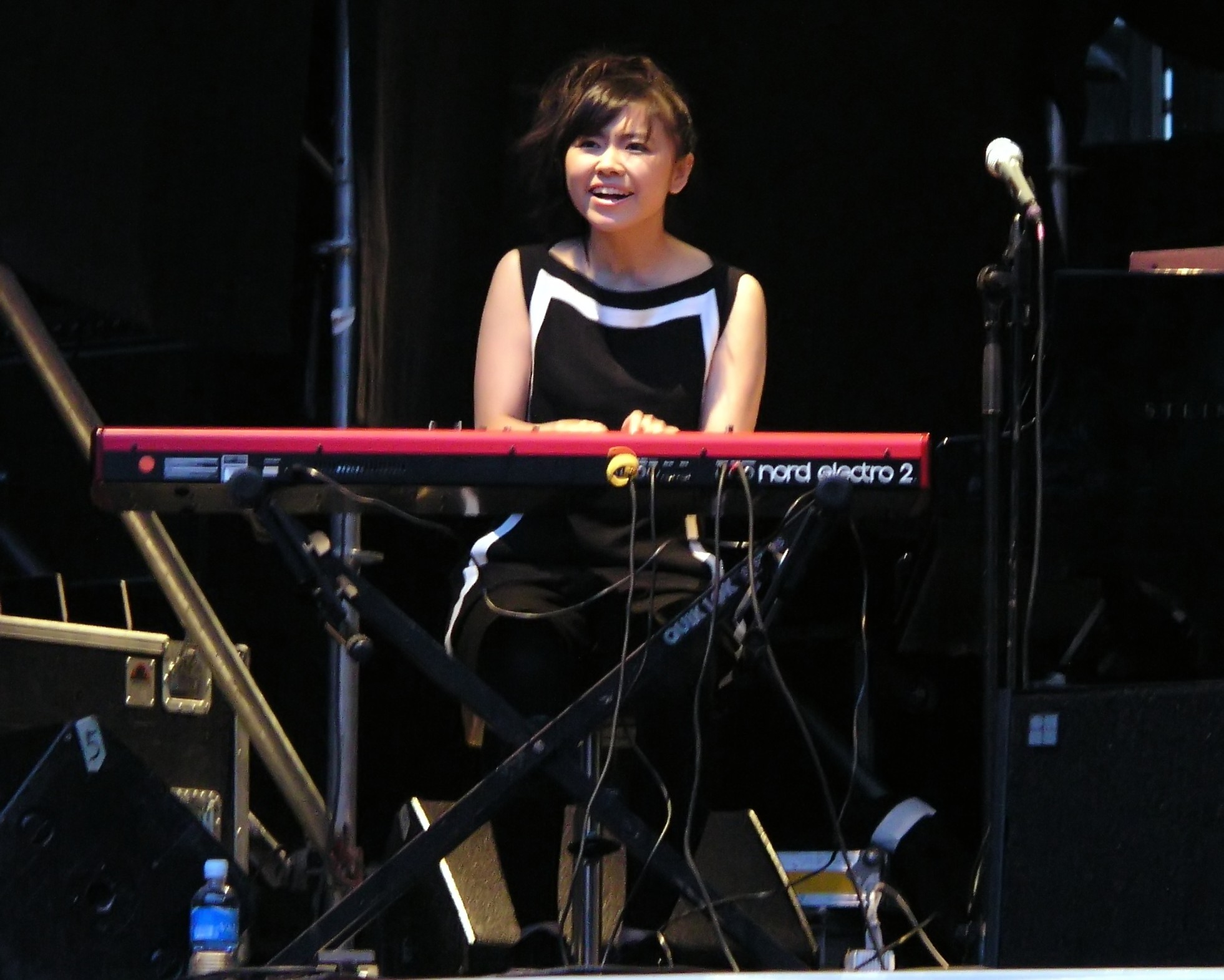
Hiromi in concerto all'Estival Jazz di Mendrisio 2007

Nel marzo 2007 è stato pubblicato, sotto lo pseudonimo di Hiromi Sonicbloom l'album Time Control, in formazione con Tony Grey, Martin Valihora e con la collaborazione del chitarrista David Fiuczynski, famoso per quanto prodotto con Screaming Headless Torsos, KIF, Lunar Crash e Black Cherry Acid. Anche questo disco è stato pubblicato nella versione in Super Audio CD. La data di uscita del disco, 26 marzo 2007, coincide con il ventottesimo compleanno della musicista.
Beyond Standard, la cui pubblicazione risale al 19 maggio 2008, in cui Hiromi rielabora standard della tradizione americana. Spiral e Beyond Standard risultano editi anche in edizione limitata per i rispettivi tour.
Successivamente, a breve distanza, Hiromi pubblica Duet, un doppio disco registrato dal vivo presso la Tokyo's Budokan Arena il 30 aprile 2008, in cui duetta col celebre pianista Chick Corea.
Nel 2008 viene pubblicato Jazz in the Garden, in formazione con lo Stanley Clarke Trio e Lenny White. Nel disco è presente il brano "Sicilian Blue" che, secondo quanto detto dalla stessa Hiromi durante il concerto tenuto presso il Teatro Accademico di Castelfranco Veneto il 17 aprile 2009 per la rassegna Veneto Jazz, è stato composto mentre si trovava in tour a Palermo nel novembre 2008.
Il 26 gennaio 2010 esce Place to be, di solo piano; anche in edizione limitata nella quale è compreso un DVD.
Il 16 marzo 2011 è stato pubblicato in Giappone il suo Voice sotto il nome di Hiromi The Trio Project con Anthony Jackson al basso e Simon Phillips alla batteria, anche in edizione limitata con DVD.
Nel 2012 e 2014 pubblica, sempre come 'Hiromi The Trio Project', due ulteriori album Move e Alive, anch'essi disponibili nelle edizioni limitate con DVD. In occasione dell'uscita di 'ALIVE' le prime 50 copie preordinate sul sito vengono consegnate con un libretto aggiuntivo autografato. Nell'aprile del 2016 pubblica il quarto lavoro come Hiromi The Trio Project, intitolato Spark.

## Strumenti
Hiromi suona un piano a coda Yamaha CFX o Yamaha CFIIIS un sintetizzatore Nord Lead 2 e una tastiera elettronica Clavia Nord Electro 2.

## Discografia
come Hiromi
- 2003 - Another Mind
- 2004 - Brain
- 2006 - Spiral
- 2009 - Place to Be
- 2019 - Spectrum
- 2023 - Hiromi's Sonicwonder, Sonicwonderland

come Hiromi's Sonicbloom
- 2007 - Time Control
- 2008 - Beyond Standard

Come The Trio Project
- 2011 - Voice
- 2012 - Move
- 2014 - Alive
- 2016 - Spark

come Hiromi The Piano Quintet
- 2021 - Silver Lining Suite

Altro
- 2008 - Duet (live con Chick Corea)
- 2009 - Jazz in the Garden (con The Stanley Clarke Trio & Lenny White)
- 2017 - Live In Montreal (Live con Edmar Castaneda)

## DVD
- Hiromi Live in Concert (2009, registrato nel 2005)
- Hiromi's Sonicbloom Live in Concert (2007)
- Solo Live at Blue Note New York (2011)
- Hiromi: Live in Marciac (2012)